# Zamarada opposita
Zamarada opposita är en fjärilsart som beskrevs av Louis Beethoven Prout 1922. Zamarada opposita ingår i släktet Zamarada och familjen mätare. Inga underarter finns listade i Catalogue of Life.